# Tram (Zeitschrift)
Die Zeitschrift Tram war eine von 2001 bis 2023 bestehende Nahverkehrszeitschrift. Sie entstand aus der ab 1985 durch Ernst B. Leutwiler, Ennenda, herausgegebenen Zeitschrift Tram, die an die seit November 1987 bestehende einfache Gesellschaft «Endstation Ostring» verkauft wurde. Die Teilhaber dieser Gesellschaft, Jean-Philippe Coppex, Genf, und Eric Jordanis, Bern, gaben von 1987 bis 2000 die Zeitschrift Endstation Ostring heraus.
Die viermal jährlich jeweils im Februar, Mai, August und November erschienene Zeitschrift enthielt aktuelle Nachrichten zum Thema Schweizer Nahverkehr aus den Bereichen Tram, Trolleybus, Autobus und S-Bahn. Die Berichterstattung über die Deutschschweiz und das Tessin erfolgte in Deutsch mit französischsprachiger Zusammenfassung, diejenige über die Westschweiz auf Französisch mit deutscher Zusammenfassung. Die mehrseitigen Reportagen zu aktuellen und historischen Themen waren durchgehend zweisprachig verfasst. Vereinsmitteilungen und ein Veranstaltungskalender ergänzten den Inhalt. Das Themengebiet Modellbau wurde nicht thematisiert.
Die im Format 17 × 24 cm (B5), teilweise farbig gedruckte, 72 bis 80 Seiten umfassende Zeitschrift ging laut eigenen Angaben mit einer Auflage von 2240 Exemplaren an rund 950 Abonnenten sowie in den Einzelverkauf an grösseren Verkaufsstellen von Naville und der zur Valora gehörenden Kiosk AG. In Bern, Genf und Zürich ist sie auch in einer Bibliothek einsehbar.
Neben dem normalen Abonnement gab es ein spezielles Abonnement für Mitglieder der Vereine Tramclub Basel (TCB), Tramverein Bern (TVB), Aktion pro Sächsitram (APS), Tramclub Freiburg (TCF), Interessengemeinschaft Bus Schweiz (IGBS) und Association Neuchâteloise des Amis du Tramway (ANAT). Die reduzierte Abonnementsgebühr wurde von diesen Vereinen festgelegt und war nur zusammen mit einer Vereinsmitgliedschaft erhältlich.
Die Zeitschrift wurde mit der November-Ausgabe 2023 (Nummer 156) eingestellt.